# Baba Sadayoshi
Baba Sadayoshi (馬場貞由) (Ère Tenmei 7 (1787)－Ère Bunsei 5 (12 septembre 1822)), est un interprète et érudit japonais en sciences hollandaises (Rangaku) de la fin de l'époque d'Edo. Il est aussi connu sous le nom de Sajuurou (佐十郎).

## Carrière
Baba est issu d'une famille de marchands de Nagasaki, la Mikuriya (三栖谷). Il est adopté par Yuuhachiro Baba, qui s’intéresse aux études hollandaises. Il a appris le néerlandais et le français auprès de Hendrik Doeff, le  commissionnaire néerlandais du port de commerce de Dejima, et l'anglais auprès de son successeur Jan Cock Blomhoff, et il a appris le russe auprès de Vassili Golovnine, lorsqu'il était prisonnier des Japonais. En Bunka 5  (1808), il devient traducteur officiel et s'installe à Tokyo. Après l'"incident Golovnine", il accueille les étrangers et traduit des documents diplomatiques, ainsi que de nombreux ouvrages scientifiques.

## Œuvre
- Recueil de méthodes de fabrication du verre (Biidoro seihō shūsetsu), Edo (Tokyo), 1810, manuscrit.

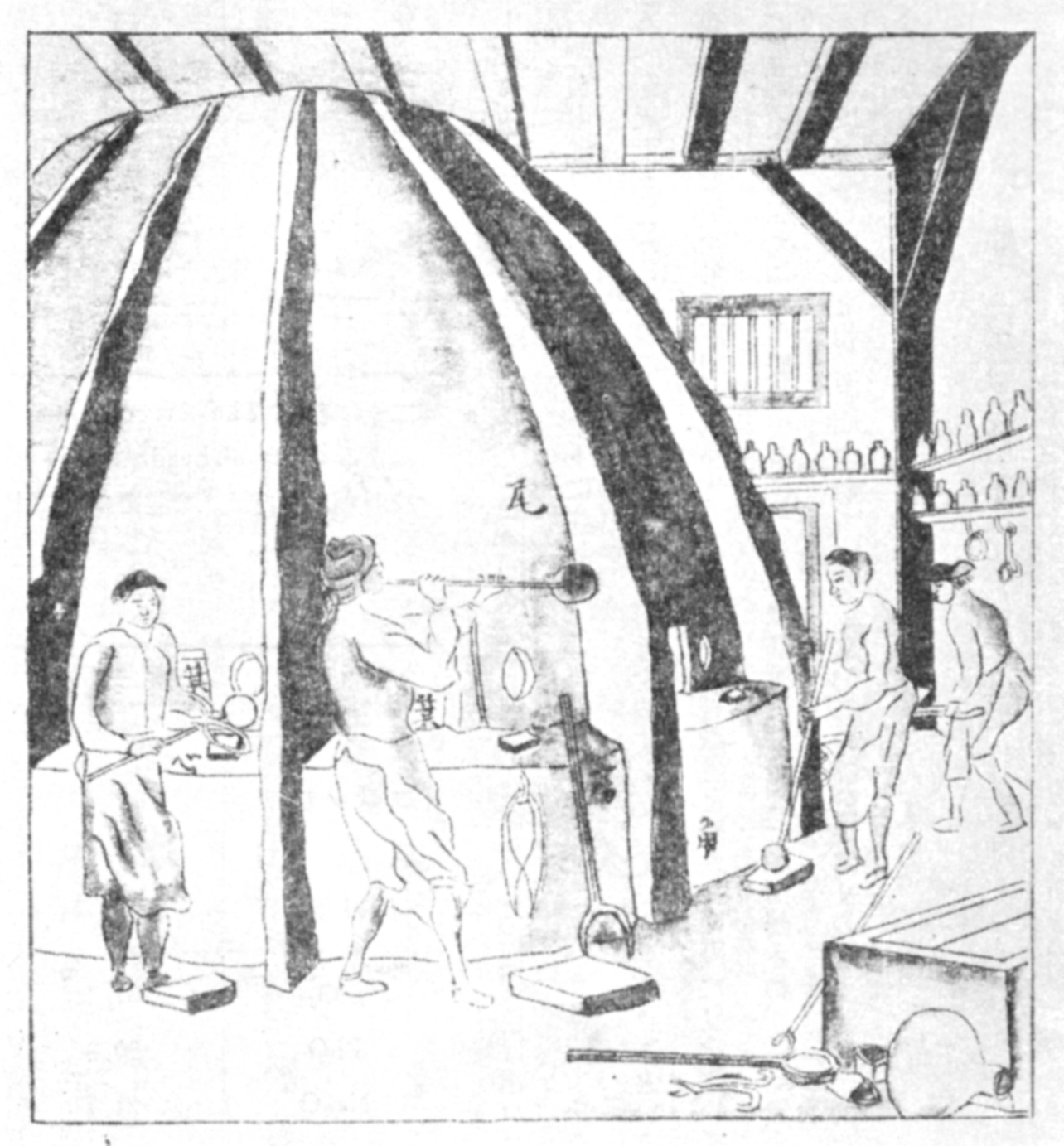
Dessin illustrant le Recueil de fabrication du verre (Biidoro seihō shūsetsu) de Baba Sadayoshi, 1810, conservé au Musée d'Art Seikadō-Bunko à Tokyo.

- Collaboration au Kōsei shimpen, traduction japonaise de la version hollandaise du Dictionnaire économique de Noël Chomel[2]
- Taisel Shichikin Yakusetsu (1854, publication posthume), premier livre japonais sur la métallurgie européenne[3]
- Tonka Hiketsu (achevé en 1820, publié en 1850), premier livre japonais sur le principe de la vaccination et les travaux d'Edward Jenner[3]